# Xyrichtys novacula
Xyrichtys novacula es una especie de peces de la familia Labridae en el orden de los Perciformes. Comúnmente esta especie es denominada galán, pez peine o pejepeine. En Baleares le denominan "raó". Tanto su nombre científico como el popular hacen referencia a su parecido con un cuchillo o navaja de afeitar.

## Morfología
La talla máxima es de 30 cm. Los machos son mayores que las hembras.

## Distribución geográfica
Se encuentra en aguas cálidas y templadas del Mediterráneo y del Atlántico. Es más abundante en la zona meridional en el Mediterráneo occidental. Una de las principales zonas de captura es Carboneras y Garrucha, Almería. Es pescado a caña, de manera deportiva, y los precios alcanzan cifras muy elevadas. Cuando presiente peligro se entierra en la arena o desciende a mayores profundidades. Es muy apreciado en Baleares, sobre todo en Ibiza. La veda se levanta durante pocos días y los pescadores se afanan en su captura. Son muy apreciados en la gastronomía insular.

## Galería de imágenes

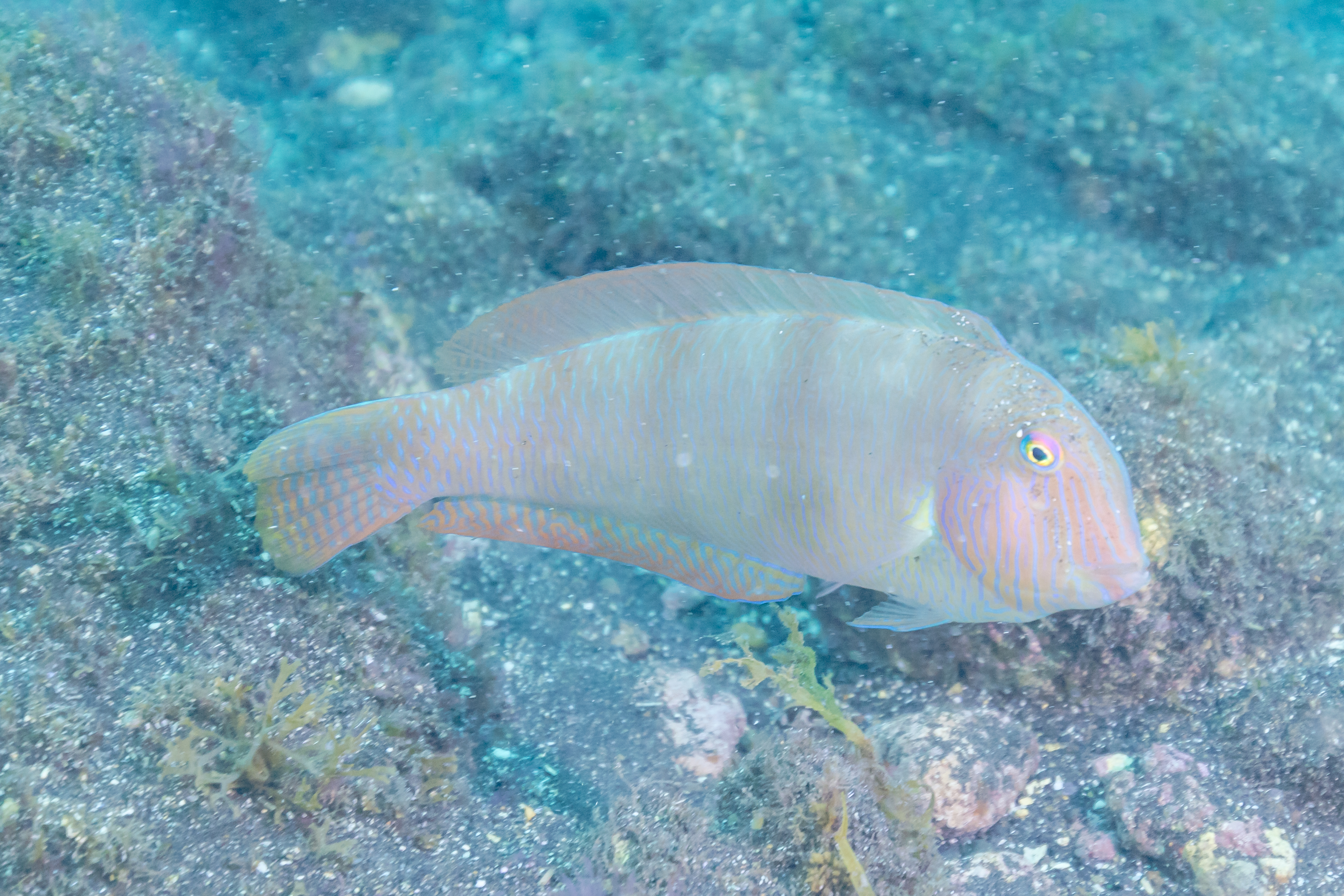
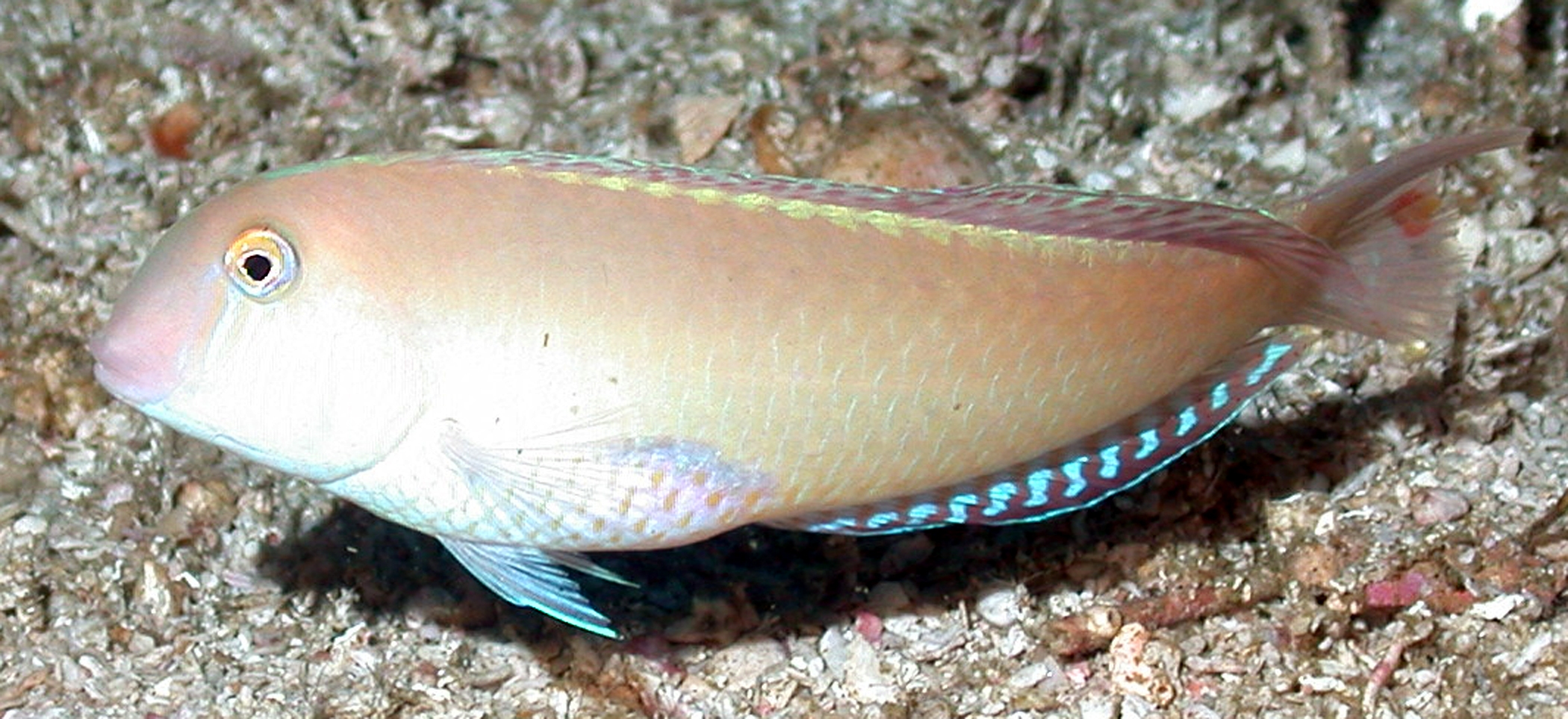
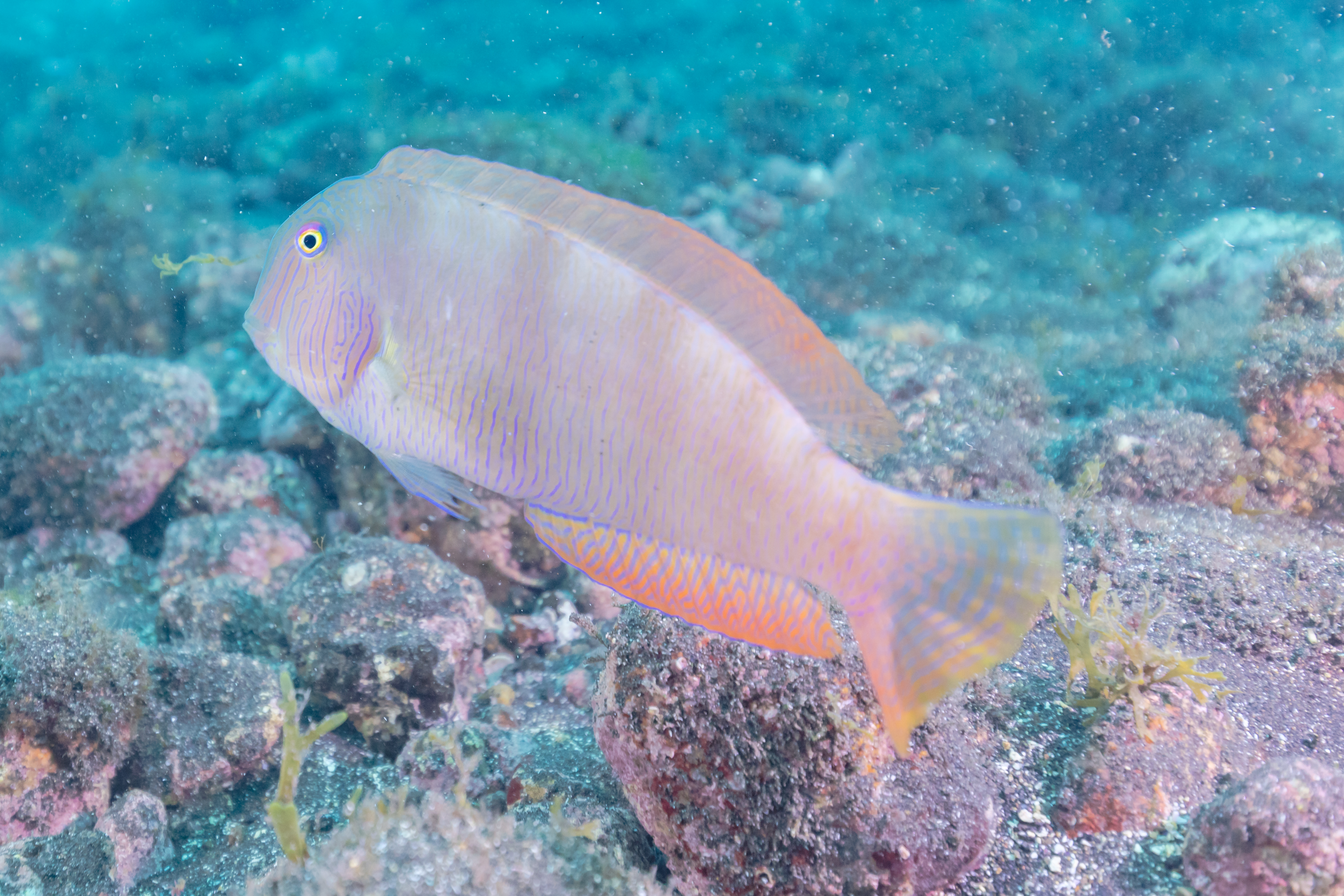
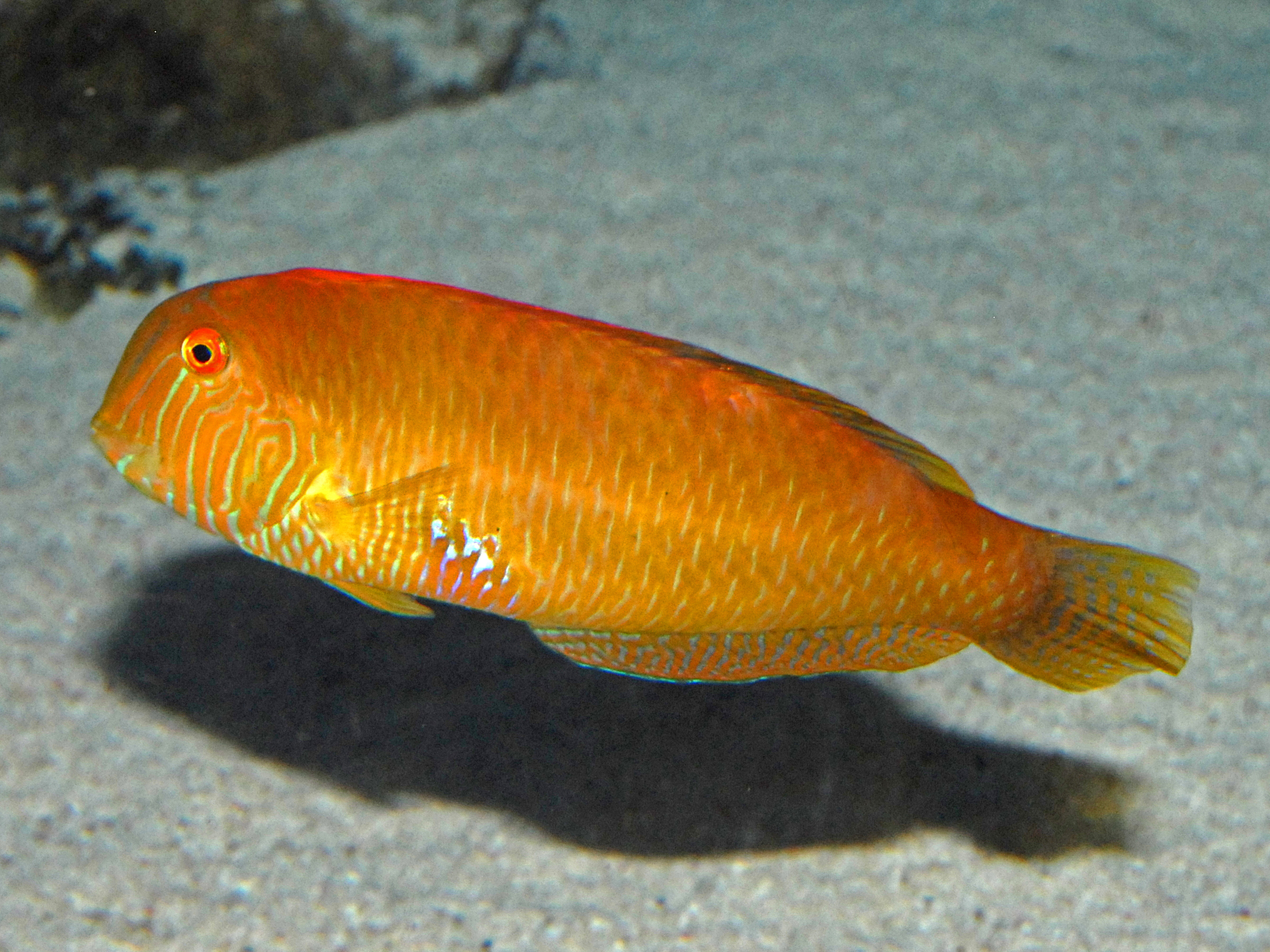
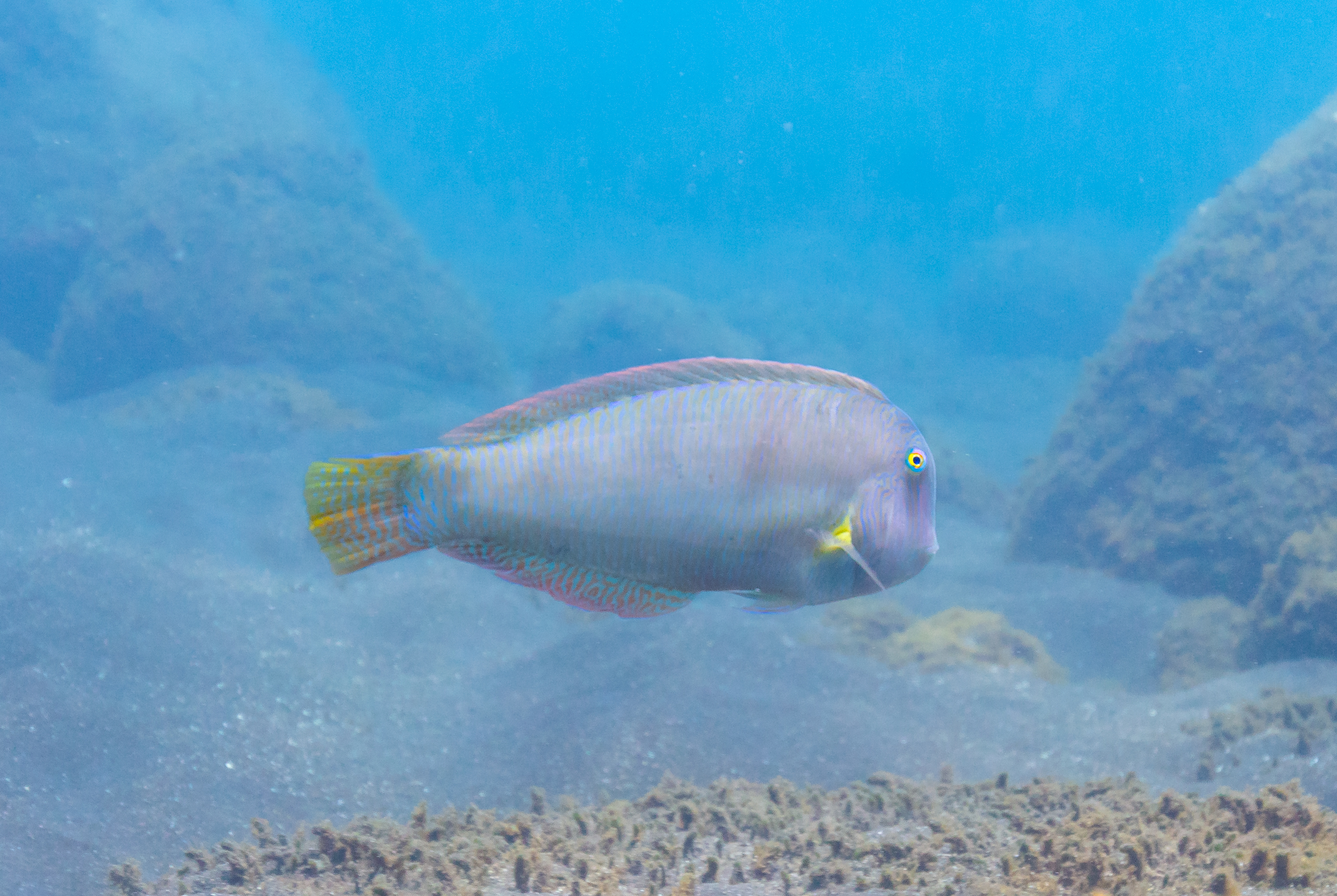
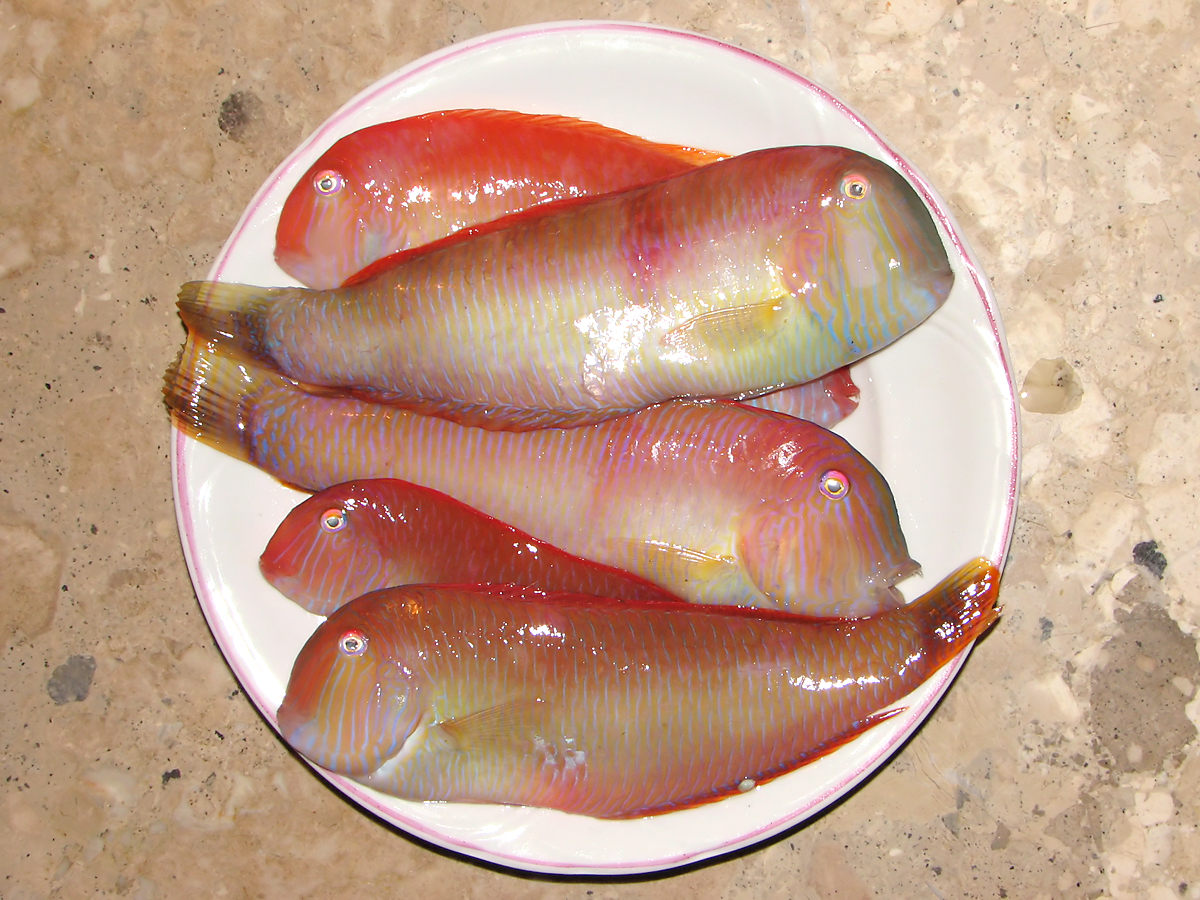

## El Xyrichtys novacula una especie en peligro
En Mallorca están protegidos “Es precisamente su atractivo y su fama gastronómica exagerados que ponen en riesgo su existencia. Además de su consumo habitual en Baleares durante la época de pesca, cocineros de la popularidad de Carme Ruscalleda y establecimientos del renombre del restaurante Vía Veneto de Barcelona los ofrecen. Las medidas para proteger la especie empiezan con la veda, que en la última década se ha alargado. Hace años, era el 15 de agosto la fecha en la que terminaba la prohibición de pescarlos. Es en esta época a finales de verano, cuando se reproducen. Ahora, se permite pescar 50 piezas por persona y por día, con un máximo de 300 ejemplares por barco. * 